# Tuqueta deth Pòrt (de Colomèrs)
La Tuqueta deth Pòrt (de Colomèrs) (variant occitana de la Tuqueta del Port de Colomers), és una muntanya que es troba en el límit dels termes municipals de la Vall de Boí (Alta Ribagorça) i Naut Aran (Vall d'Aran), dins del Parc Nacional d'Aigüestortes i Estany de Sant Maurici.
El pic, de 2.798,3 metres, s'alça a la carena que separa la Vall de Colieto (O) i el Circ de Colomèrs (E); amb el Pòrt de Colomèrs al nord i el la Creu de Colomèrs al sud.